# Liste des titres musicaux numéro un en Allemagne en 1959
Cette page liste les titres numéro un dans les meilleures ventes de disques en Allemagne pour l'année 1959 selon Media Control Charts. Les classements sont issus des 100 meilleures ventes de singles. Ils se déroulent du vendredi au jeudi, et sont publiés le mardi par l'industrie musicale allemande.

## Classement des singles
| №  | Date         | Artiste           | Titre                     |
| -- | ------------ | ----------------- | ------------------------- |
| 1  | 3 janvier    | Billy Vaughn      | La Paloma                 |
| 2  | 10 janvier   | Billy Vaughn      | La Paloma                 |
| 3  | 17 janvier   | Billy Vaughn      | La Paloma                 |
| 4  | 24 janvier   | Billy Vaughn      | La Paloma                 |
| 5  | 31 janvier   | Nilsen Brothers   | Tom Dooley                |
| 6  | 7 février    | Nilsen Brothers   | Tom Dooley                |
| 7  | 14 février   | Nilsen Brothers   | Tom Dooley                |
| 8  | 21 février   | Nilsen Brothers   | Tom Dooley                |
| 9  | 28 février   | Nilsen Brothers   | Tom Dooley                |
| 10 | 7 mars       | Nilsen Brothers   | Tom Dooley                |
| 11 | 14 mars      | Nilsen Brothers   | Tom Dooley                |
| 12 | 21 mars      | The Kingston Trio | Tom Dooley                |
| 13 | 28 mars      | The Kingston Trio | Tom Dooley                |
| 14 | 4 avril      | The Kingston Trio | Tom Dooley                |
| 15 | 11 avril     | The Kingston Trio | Tom Dooley                |
| 16 | 18 avril     | The Kingston Trio | Tom Dooley                |
| 17 | 25 avril     | Freddy            | Die Gitarre und das Meer  |
| 18 | 2 mai        | Freddy            | Die Gitarre und das Meer  |
| 19 | 9 mai        | Freddy            | Die Gitarre und das Meer  |
| 20 | 16 mai       | Freddy            | Die Gitarre und das Meer  |
| 21 | 23 mai       | Freddy            | Die Gitarre und das Meer  |
| 22 | 30 mai       | Freddy            | Die Gitarre und das Meer  |
| 23 | 6 juin       | Freddy            | Die Gitarre und das Meer  |
| 2  | 13 juin      | Freddy            | Die Gitarre und das Meer  |
| 24 | 20 juin      | Freddy            | Die Gitarre und das Meer  |
| 25 | 27 juin      | Freddy            | Die Gitarre und das Meer  |
| 26 | 4 juillet    | Freddy            | Die Gitarre und das Meer  |
| 27 | 11 juillet   | Freddy            | Die Gitarre und das Meer  |
| 28 | 18 juillet   | Freddy            | Die Gitarre und das Meer  |
| 29 | 25 juillet   | Freddy            | Die Gitarre und das Meer  |
| 30 | 1er août     | Dalida            | Am Tag, als der Regen kam |
| 31 | 8 août       | Dalida            | Am Tag, als der Regen kam |
| 32 | 15 août      | Dalida            | Am Tag, als der Regen kam |
| 33 | 22 août      | Dalida            | Am Tag, als der Regen kam |
| 34 | 29 août      | Dalida            | Am Tag, als der Regen kam |
| 35 | 5 septembre  | Dalida            | Am Tag, als der Regen kam |
| 36 | 12 septembre | Dalida            | Am Tag, als der Regen kam |
| 37 | 19 septembre | Dalida            | Am Tag, als der Regen kam |
| 38 | 26 septembre | Dalida            | Am Tag, als der Regen kam |
| 39 | 3 octobre    | Dalida            | Am Tag, als der Regen kam |
| 40 | 10 octobre   | Bill Ramsey       | Souvenirs                 |
| 41 | 17 octobre   | Bill Ramsey       | Souvenirs                 |
| 42 | 24 octobre   | Bill Ramsey       | Souvenirs                 |
| 43 | 31 octobre   | Bill Ramsey       | Souvenirs                 |
| 44 | 7 novembre   | Bill Ramsey       | Souvenirs                 |
| 45 | 14 novembre  | Bill Ramsey       | Souvenirs                 |
| 46 | 21 novembre  | Freddy            | Unter fremden Sternen     |
| 47 | 28 novembre  | Freddy            | Unter fremden Sternen     |
| 48 | 5 décembre   | Freddy            | Unter fremden Sternen     |
| 49 | 12 décembre  | Freddy            | Unter fremden Sternen     |
| 50 | 19 décembre  | Freddy            | Unter fremden Sternen     |
| 51 | 26 décembre  | Freddy            | Unter fremden Sternen     |